# Cromwell (Victor Hugo)
Cromwell es una obra teatral compuesta de cinco actos, escrita por Victor Hugo en 1827. La obra no fue representada en su época. Es a la vez un retrato histórico de la Inglaterra del siglo XVII y del Lord protector Oliver Cromwell. 
Cromwell, por sus dimensiones (unos 6000 versos) no es una obra representable. Sus cambios de decorado, y la misma elección de la temática (una historia relativamente próxima) hacen de ella un ejemplo de obra romántica, pues rompe radicalmente con las tradiciones clásicas.
A pesar de la aplicación ejemplar de los principios románticos en la obra, es el prefacio de la misma lo que se convirtió en uno de los textos fundadores del Romanticismo, defendiendo en particular el drama como forma teatral.   